# Константинов, Юрий Иванович
Юрий Иванович Константинов (род. 4 февраля 1950 года в Киеве) — советский и украинский журналист и писатель-фантаст, Заслуженный журналист Украины (1986).

## Биография
Юрий Константинов родился в Киеве. После окончания киевской школы № 13 учился в Киевском университете на факультете журналистики, и параллельно работал журналистом киевской газеты «Комсомольское знамя». После окончания в 1975 году университета продолжал работать в газете, параллельно сотрудничал и с другими изданиями. С 1975 года работал в различных молодёжных изданиях. В 1981 году Юрий Константинов стал главным редактором «Комсомольского знамени». На этой должности он работал до 1986 года, позже перешёл на партийную работу, позже работал ответственным секретарём журнала «Политика и время». В 1987 году Юрию Константинову присвоено звание Заслуженного журналиста Украины. Юрий Константинов является лауреатом конкурса «Независимость» Киевского городского союза журналистов.
После провозглашения независимости Украины Юрий Константинов работал заместителем главного редактора газеты «Киевские новости». В июле 1999 года Константинов назначен помощником Президента Украины — руководителем пресс-службы Президента Украины, позже переведён на должность помощника Президента Украины — руководителя Управления пресс-службы Президента Украины, а с мая по ноябрь 2000 года работал в должности руководителя Управления пресс-службы Президента Украины. В 2002 году Юрий Константинов стал руководителем пресс-службы Государственной налоговой администрации Украины. Позже Юрий Константинов работал заместителем главного редактора газеты «Столичные новости».

## Литературное творчество
Юрий Константинов начал литературное творчество в 1980 году с публикации в журнале «Дніпро» рассказа «Путешествия для избранных», который позже также был опубликован в ежегодном сборнике «Приключения, путешествия, фантастика-80». Большинство произведений Константинова публиковались на русском языке, а позже переводились на украинский язык. В частности, первые два сборника писателя «Путешествия для избранных» и «Лицо Аэны» вышли на русском языке в 1982 и 1985 годах, на украинском языке впервые издана повесть «Ошибка Магистра» в 1987 году в переводе с русского Александра Тесленко. На русском языке также вышли в свет сборник «Преследование» в 1988 году и «Оковы для Танатоса» в 2004 году. Большинство произведений писателя параллельно публиковались в украиноязычной периодике в переводе на украинский язык. Всего в активе писателя пять фантастических повестей и 20 фантастических рассказов. Сборник произведений Юрия Константинова также переведён на чешский язык и вышел в пражском издательстве Lidové nakladatelství в 1990 году под названием «Tvář Aeny».

## Работы
Повести
- 1983 — «Лицо Аэны»
- 1987 — «Помилка Магістра»
- 1988 — «Инкогнито»
- 1990 — «Мессия-90»
- 1994 — «Кайдани для Танатоса»

Рассказы
- 1980 — «Путешествия для избранных»
- 1980 — «Чудесный воздух Виктории»
- 1981 — «Большой дубль»
- 1981 — «Диалог»
- 1981 — «Не сотвори себе кумира»
- 1982 — «Гонорар для победителя»
- 1982 — «Чудеса в Старом Кармелле»
- 1983 — «Последняя охота»
- 1984 — «Бесспорные доказательства»
- 1984 — «Загадка ореха Кракатук»
- 1984 — «Случай с Карелиным»
- 1984 — «Смерть миссионера»
- 1984 — «У таможни есть претензии»
- 1985 — «Безграничные возможности»
- 1985 — «Воительница»
- 1985 — «Всего лишь слухи»
- 1985 — «Заговор против взроков»
- 1987 — «Локальный тест»
- 1987 — «Палач и дева»
- 1988 — «Преследование»